# Біостанція «Гайдари»
Біостанція «Гайдари» — біостанція Харківського університету в околицях села Гайдари, Зміївський район, Харківська область.
Станція знаходиться за 1 км на схід від центру села на правому березі Сіверського Дінця на північній межі Національного природного парку Гомільшанські ліси. Поруч також розташована Літня станція Харківського педагогічного університету.

## Історична довідка
Біологічну станцію поблизу с. Гайдари було створено 1914 року. Ініціатива та вибір місця створення науково-дослідної біологічної станції належить професору В. М. Арнольді.
Біостанція відома в літературі та за етикетками давніх біологічних зразків у природничих музеях як «Сіверськодонецька біостанція», з відомою абревіатурою СДБ. Тут проводили свої дослідження численні експедиції і окремі відомі науковці 1900—2000-х років.

## Біостанція як дослідницький центр
Від заснування 1914 року й донині біостанція є базою для теренових досліджень і польових навчальних практик студентів-біологів Харківського університету імені Василя Каразіна.
На біостанції регулярно проводяться наукові конференції. Серед інших тут відбулася 5 Теріологічна школа (1998), близько 2013 року тут відбулася 5 конференція Українського герпетологічного товариства.
Восени 2017 року тут відбулася Друга всеукраїнська зоологічна конференція (перша була в Кривому Розі у 2001 році). Біостанція є однією з базових точок при організації досліджень в Національному парку «Гомільшанські ліси».